# Роквил Центер (Њујорк)
Роквил Центер (енгл. Rockville Centre) град је у америчкој савезној држави Њујорк.

## Демографија
По попису из 2010. године број становника је 24.023, што је 545 (-2,2%) становника мање него 2000. године.
| Група             | 2000.          | 2010.          |
| Белци             | 21.262 (86,5%) | 20.015 (83,3%) |
| Афроамериканци    | 914 (3,7%)     | 1.097 (4,6%)   |
| Азијати           | 348 (1,4%)     | 504 (2,1%)     |
| Хиспаноамериканци | 1.896 (7,7%)   | 2.169 (9,0%)   |
| Укупно            | 24.568         | 24.023         |